# 自由ケ丘 (弘前市)
自由ケ丘（じゆうがおか）は、青森県弘前市の地名。一～五丁目が設置されている。郵便番号は036-8266。

## 地理
清水富田の南側に、二つの川にはさまれる形で位置する。北は清水富田、東は若葉、南は大開・金属町、西は悪戸に接する。主に住宅地として利用される。

## 歴史
もとは清水富田とその近隣地区の一部だったが、平成に入ってから自由ケ丘になる。

## 世帯数と人口
2017年（平成29年）6月1日現在の世帯数と人口は以下の通りである。
| 丁目           | 世帯数  | 人口  |
| -------------- | ------- | ----- |
| 自由ケ丘一丁目 | 232世帯 | 602人 |
| 自由ケ丘二丁目 | 25世帯  | 48人  |
| 自由ケ丘三丁目 | 113世帯 | 247人 |
| 自由ケ丘五丁目 | 11世帯  | 11人  |
| 計             | 381世帯 | 908人 |

## 交通
- 弘南バス
  - 南高校前、金属団地入口（弘前駅 - 枡形・桔梗野経由 - 金属団地 桜ヶ丘線 、他）停留所。

## 施設

### 教育
- 南陵会館 - 青森県立弘前南高等学校野球部の練習場。

### 福祉
- 社会福祉法人茜育友会
- 一葉会福祉サービスセンター

### その他
- 伏見稲荷大神
- 笹清水九頭龍神社
- 基督聖協団弘前富士見教会 - かつての住所は清水富田字中野だった。

## 小・中学校の学区
市立小・中学校に通う場合、学区は以下の通りとなる。
| 町丁           | 番・番地 | 小学校             | 中学校             |
| -------------- | -------- | ------------------ | ------------------ |
| 自由ケ丘一丁目 | 全域     | 弘前市立小沢小学校 | 弘前市立第四中学校 |
| 自由ケ丘二丁目 | 全域     | 弘前市立小沢小学校 | 弘前市立第四中学校 |
| 自由ケ丘三丁目 | 全域     | 弘前市立小沢小学校 | 弘前市立第四中学校 |
| 自由ケ丘四丁目 | 全域     | 弘前市立小沢小学校 | 弘前市立第四中学校 |
| 自由ケ丘五丁目 | 全域     | 弘前市立小沢小学校 | 弘前市立第四中学校 |